# 7291 Хякутаке
7291 Хякутаке (7291 Hyakutake) — астероїд головного поясу, відкритий 13 грудня 1991 року.
Тіссеранів параметр щодо Юпітера — 3,157.